# Rolla (North Dakota)
Rolla ist eine kleine Stadt im Rolette County im US-Bundesstaat North Dakota. Sie liegt 15 km südlich der Grenze zu Kanada. Dunseith hat eine Fläche von 3,2 km² und 739 Einwohner. Der Ort ist zudem der Verwaltungssitz von Rolette County.

## Persönlichkeiten
- Kevin Cramer (* 1961), Politiker